# مارتا تورن
مارتا تورن (انگلیسی: Martha Thorne؛ زادهٔ ۱۹۵۳) یک معمار آکادمیک، مدیر، ویراستار و پدیدآور اهل ایالات متحده آمریکا است.
وی مدیر اجرایی نهاد جایزه معماری پریتزکر و و رئیس مدرسه معماری دانشگاه آی‌ئی در مادرید است. سابق بر این، او سرپرست گروه معماری در موزهٔ مؤسسه هنر شیکاگو بوده است.
تورن دارای مدرک کارشناسی امور شهری از دانشگاه ایالتی نیویورک در بوفالو و کارشناسی ارشد برنامه‌ریزی شهری از دانشگاه پنسیلوانیا است. او تحصیلات خود را در مدرسه اقتصاد لندن ادامه داد.از سال ۲۰۰۵ میلادی او به عنوان مدیر اجرایی جایزه معماری پریتزکر مشغول به کار است. از سال ۱۹۹۶ تا سال ۲۰۰۵، او سرپرست گروه معماری در مؤسسه هنر شیکاگو بود.